# Zurich Insurance Group
Zurich Insurance Group AG (ZURN), nota più comunemente come Zurich, è una compagnia assicuratrice svizzera con sede centrale a Zurigo. Si tratta del principale gruppo assicurativo svizzero ed è quotata nell'indice azionario SIX Swiss Market Index.

## Storia

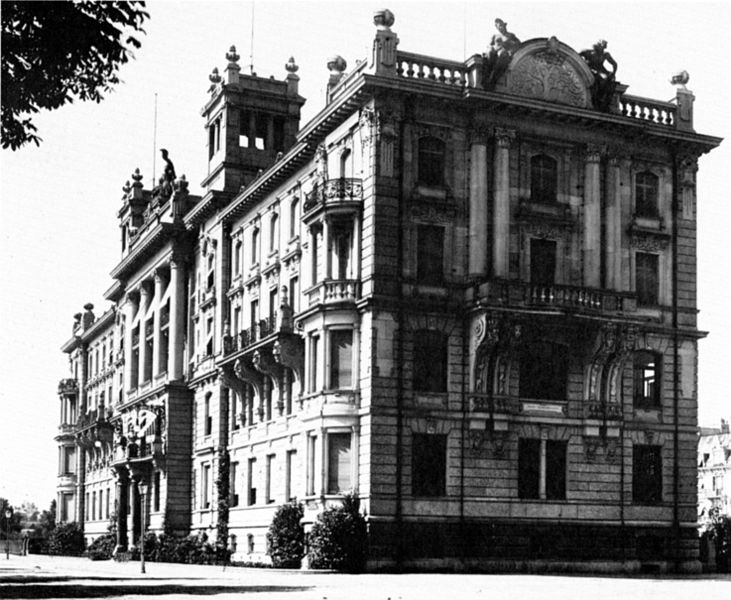
Sede centrale di Zurich, già denominata Zurich General Accident and Liability Insurance. Zurigo, circa 1905

La compagnia viene fondata nel 1872 come compagnia riassicuratrice per il settore marittimo col nome Versicherungs-Verein (associazione assicurativa), consociata di Schweiz Marine Company. Tre anni dopo, con l'entrata in vigore in Germania di nuove normative sull'assicurazione dei luoghi di lavoro, inizia ad occuparsi anche di assicurazioni contro gli infortuni e modifica il proprio nome in Zurich Transport and Accident Limited. Nel 1880, in seguito a delle gravi perdite, viene abbandonato il settore marittimo. Nel 1894 assume il nome di Zurich General Accident & Liability Insurance Limited. Dal 1912 inizia ad operare anche negli Stati Uniti e tre anni dopo acquista un'intera compagnia assicuratrice spagnola, la Hispania Compania General de Seguros di Barcellona.
Nel 1922 Zurich accede al mercato assicurativo generale nel Regno Unito come prima compagnia assicuratrice estera per la gestione diretta del segmento infortuni e viene fondata la VITA Life Insurance Company in Svizzera. Nel 1925 diventa assicuratore ufficiale per tutte le nuove automobili Ford vendute nel Regno Unito. A partire dal 1929 viene avviata l'attività negli Stati Uniti con la fondazione a New York di Zurich Fire Insurance Company e dieci anni dopo di American Guarantee and Liability Company.
Nel 1955 un altro cambio di nome, diventa Zurich Insurance Company. Dal 1986 ha la licenza assicurativa per il Giappone e nel 1998 Zurich si fonde con il ramo dei servizi finanziari della britannica British American Tobacco e diventa Zurich Financial Services AG.
Nel 2012 Zurich Financial Services AG cambia il proprio nome in Zurich Insurance Group AG Nel dicembre 2015, il CEO del gruppo, Martin Senn (che morirà per suicidio il 27 maggio 2016), ha annunciato le sue dimissioni. Nonostante anni di operazioni commerciali altamente redditizie, l'attenzione è stata posta sui recenti eventi che hanno costretto Senn a dimettersi. Il presidente ad interim Tom de Swaan ha assunto temporaneamente il ruolo di CEO. Il 1º maggio 2016 Mario Greco, fino a quel momento CEO di Generali, ha assunto l'incarico di amministratore delegato.

## Prodotti
Zurich Insurance Group Ltd offre prodotti assicurativi sulla vita e di natura generale destinati a privati, piccole e medie imprese nonché a grandi aziende multinazionali; tra di essi, assicurazioni auto, assicurazioni casa, assicurazioni responsabilità generale, assicurazioni sulla vita e malattie gravi, risparmi e investimenti, piani previdenza e pensione.
In Italia operava fino al 2024 anche nel mercato della responsabilità civile autoveicoli attraverso il marchio Zurich Connect (ex Zuritel) con la formula dell'assicurazione diretta.

## Attività nel sociale
La Z Zurich Foundation, una fondazione privata costituita secondo la normativa svizzera e finanziata dalla società svizzera Zürich Versicherungs-Gesellschaft AG collabora tramite partnership a lungo termine con organizzazioni no-profit selezionate, quali Practical Action, the Rainforest Alliance, and the International Federation of Red Cross and Red CrescentSocieties.
Nel mese di marzo 2012, Zurich ha consolidato l'impegno della Z Zurich Foundation operando un ingente investimento pari a $100 milioni.
Nel Regno Unito è attiva, a partire dal 1981, The Zurich Community Trust (UK) che ha donato oltre £60 milioni con l'obiettivo di far fronte a problematiche di natura sociale, supportando ogni anno oltre 600 associazioni benefiche e producendo un impatto positivo concreto sulle vite di oltre 80.000 persone. Zurich è stata una dei primi destinatari del Community Mark da Business in the Community, titolo conservato per tre anni.
Nel 2011, Zurich ha lanciato una risorsa gratuita online –My Community Starter – ideata per semplificare il coinvolgimento nelle attività presso le varie comunità.

## Dati economici
Nel 2016 i ricavi sono stati di 67,2 miliardi di dollari con un utile netto di 3,2 miliardi. Nel 2017 i ricavi sono scesi a 64 miliardi di dollari.